# Moltech

## MOLTECH AH Anyagmozgatás- és Hajtástechnikai Kft.
A MOLTECH AH Anyagmozgatás- és Hajtástechnikai Kft. (röviden MOLTECH AH Kft.) egy Magyarországon működő korlátolt felelősségű társaság, amely az anyagmozgatás és hajtástechnika területére specializálódott. A vállalat különféle iparágakban és ipari környezetben működő ügyfeleknek nyújt innovatív megoldásokat és szolgáltatásokat, igényre szabott termékeket kínál az anyagmozgatási és hajtástechnikai problémákra a partnerek egyedi elvárásai alapján. A társaság olyan területeken specializálódott, mint a szállítószalag berendezések, szállítószalag hevederek, alkatrészek, hajtószíjak, karbantartás és műszaki fejlesztés.

## Történet
A MOLTECH AH Kft. 1992-ben alakult, hogy a gyártóipar növekvő igényeit az anyagmozgatás és hajtástechnika terén kiszolgálja. Kezdetben az ékszíjak, szállítószalagok és görgők importjával és belföldi kereskedelmével foglalkoztak. Már akkoriban megfogalmazódott az a célkitűzés, hogy ezeket a termékeket saját gyártásban állítsák elő. A 2000-es évek elejétől kezdődött meg a gyártó kapacitás kiépítése, és jelenleg a vállalat már saját gyártásban állítja elő és értékesíti ezeket a termékeket. A társaság gyorsan sikeres vállalkozássá vált, és megszerezte az ügyfelek bizalmát a megbízható és hatékony megoldásokkal. Az árbevétel mintegy 80%-a származik saját gyártmányból, és ezeket a termékeket a cég nemcsak a belföldi piacon értékesíti, hanem jelentős exportforgalmat is bonyolít.

## Termékek és szolgáltatások
Az évek során a MOLTECH AH Kft. folyamatosan bővítette termékei és szolgáltatásai portfólióját. A Kft. különféle termékeket és szolgáltatásokat kínál az igényre szabott anyagmozgatás és hajtástechnika terén. A vállalat felkészült és tapasztalt csapatot alkalmaz, amely magas színvonalú termékeket biztosít az ügyfeleknek. Néhány a főbb tevékenységi területek közül:
- Szállítószalag hevederek gyártása, forgalmazása és javítása: Az egyedi hevederek gyártásához a legkorszerűbb technológiákat alkalmazzák. A termékek között megtalálhatók az élelmiszeripari minősítéssel rendelkező hevederek, a vágás- és olajálló szállítószalag-hevederek, a mezőgazdasági célra szánt hevederek, valamint olyan speciális ipari területeken alkalmazható hevederek is, amelyek nagyon magas hőmérsékleten működnek. Magas színvonalú megoldásokat kínálnak számtalan szállítási feladat megoldására. A vállalat műhelyében összeszerelési munkákat végeznek, lehetővé téve a piac legrövidebb szállítási határidejének biztosítását. Legyen szó nyitott vagy zárt kialakítású lapátos modulhevederekről vagy modulláncokról.
- Alkatrészek tervezése, gyártása, forgalmazása, javítása: A cég kimagasló minőségű görgőket gyárt és forgalmaz, amelyek széles körű anyagmozgatási feladatokhoz alkalmazhatóak, valamint speciális igényeket is kiszolgálnak. A görgőiket Starkline® márkanéven különféle méretekben gyártják. A Starkline® által gyártott görgők alkalmasak nagy szállítókapacitású szállítószalagok alátámasztására, valamint felhasználják nagy tömegű áru szállítására képes pályák alkatrészeiként vagy kis terhelhetőségű pályák építéséhez. Ezek a termékek kis tömegűek, kiváló gördülési tulajdonságokkal és tartóssággal rendelkeznek. A vállalat különleges szállítási feladatokhoz multifunkcionális görgőket, asztali golyós továbbítókat, görgős léceket és kerekeket is kínál. A Starkline® görgők előnyei közé tartozik a gépesítésből adódó gyors átfutás és a költséghatékonyság, emellett a környezetterhelést csökkentő gyártási technológia.
- Szállítószalag tervezése, gyártása, karbantartása: A cég fő célkitűzése olyan megoldások létrehozása, amelyek hosszú távon kielégítik a megrendelőik igényeit. A vállalat kiemelt figyelmet fordít a szállítási feladatokra, és komplett anyagmozgató berendezéseket és rendszereket kínál. A MOLTECH AH Kft. egy elismert vállalat a szállítószalag tervezése és gyártása szektorban. A cég szakértő munkatársai segítséget nyújtanak a megrendelők szállítási igényeihez és beruházási keretéhez legjobban illeszkedő megoldás kidolgozásában. A MOLTECH AH Kft. teljeskörű szolgáltatást nyújt, amely magában foglalja a berendezések tervezését, kivitelezését, helyszíni telepítését és beüzemelését. Emellett a vállalat gondoskodik a szükséges műszaki dokumentáció elkészítéséről. A vállalat elkötelezett amellett, hogy komplett megoldásokat nyújtson, ezért gyártásuk során mindig betartják az Európai Unió műszaki biztonsági irányelveiben előírt követelményeket. A termékek átadásakor CE megfelelőségi nyilatkozattal is igazolják a megfelelőséget.
- Hajtószíjak gyártása és forgalmazása: A Kft. gyors megoldást kínál ékszíj, variátorszíj, szinkronszíj, hosszbordásszíj, átlapoltszíj, bevonatos szíj, laposszíj és egyéb speciális igények kielégítésére. A Starkline® szíjakat egyedi gyártási eljárás alkalmazásával készítik, amely biztosítja a kiemelkedő méretpontosságot és gyors elkészülést. A szíjak kiváló tulajdonságokkal rendelkeznek, mint például vegyszer-, olaj- és vízállóság, valamint jó tapadás és halk működés. A Starkline® ékszíjak környezetbarát TPR anyagból készülnek, ami alacsony energiafelhasználást tesz lehetővé.
- Karbantartás és javítás: A szakemberek széles körű szolgáltatásokat nyújtanak a szállítópályák felújítása és karbantartása területén. Ezenkívül vállalják a tervszerű megelőző karbantartásokat, helyszíni felméréseket és helyszínen történő kivitelezéseket is. Az ügyfelek számára rendelkezésre állnak az üzemeltetési hatékonyság fenntartása és a berendezések élettartamának meghosszabbítása érdekében.
- Oktatás: A MOLTECH AH Kft. évekkel ezelőtt csatlakozott a középfokú és felsőfokú duális képzéshez azzal a céllal, hogy biztosítsa a megfelelő minőségű és mennyiségű szakember utánpótlást a folyamatosan növekvő vállalkozás számára. Egy vállalati képzési programot dolgoztak ki az oktatási intézményekkel közösen, amely összekapcsolja az elméleti és gyakorlati ismereteket, fejleszti a szakmai kompetenciákat, gyakorlati jártasságot biztosít az anyag-eszköz-technológia területén, valamint támogatja az együttműködést és az innovációs készséget.
- Műszaki fejlesztés: A Kft. elkötelezett a minőség és az innováció iránt, ezért kiemelt figyelmet fordít a műszaki fejlesztésre, optimalizációra, takarékosságra és hatékonyságra. A vállalat olyan technológiákat alkalmaz, amelyek lehetővé teszik a termelés hatékonyságának növelését és a termékek minőségének folyamatos javítását. (Pl: teljes termékgyártás felülvizsgálat, gyártási lépések ergonómiájának optimalizálása vagy minőség- és végrehajtási idő javítása.) A folyamatos kutatás-fejlesztés és az ügyfelek visszajelzéseinek figyelembevétele segít a vállalatnak új és fejlettebb megoldások kidolgozásában az anyagmozgatás és hajtástechnika terén.

## Ügyfelek és iparági jelenlét
A MOLTECH AH Kft. széles körű iparági jelenléttel rendelkezik. Ügyfelei között számos neves vállalat található, mind Magyarországon, mind pedig külföldön. Megalakulása óta szoros együttműködést alakított ki iparági partnerekkel és ügyfelekkel, és széleskörű tapasztalatot szerzett a szektorban. Tevékenysége kiterjed egyebek mellett az autóiparra, élelmiszeriparra, mezőgazdaságra, textiliparra, energetikára, acélgyártásra, vegyiparra, gyógyszeriparra, a logisztika területeire.
A vállalat igényre szabott megoldásokat kínál az anyagmozgatási és hajtástechnikai problémákra az ügyfelek elvárásai alapján. A társaság olyan területeken specializálódott, mint a szállítószalag berendezések, szállítószalag hevederek, alkatrészek, hajtószíjak, karbantartás és műszaki fejlesztés. A vállalat rugalmas és testreszabott megoldásokat kínál az ügyfelek egyedi igényeihez igazodva.